# Etiopska umetnost
Etiopska umetnost je manifestacija v umetnosti etiopske civilizacije, afriške krščanske civilizacije, ki se je tisočletja razvijala v relativni izolaciji (od 7. stoletja jo je širitev islama ločila od ostalega krščanstva). Glavni umetniški izrazi so bili arhitektura, slikarstvo in zlatarstvo. Obstaja tudi vrsta tradicij v tekstilu, veliko s tkanim geometrijskim okrasjem, čeprav je veliko vrst običajno tudi enobarvnih.

## Pregled
Prazgodovinske kamnite slike, ki jih je mogoče primerjati z drugimi afriškimi najdišči, so ohranjene na številnih mestih. Do prihoda krščanstva so bile kamnite stele, pogosto vklesane s preprostimi reliefi, postavljene kot nagrobni znaki in za druge namene v mnogih regijah; Tija je pomembno mesto. Na »predaksumsko« železnodobno kulturo od približno 5. stoletja pr. n. št. do 1. stoletja n. št. je vplivalo kraljestvo Kuš na severu in naseljenci iz Arabije ter ustvarilo mesta s preprostimi kamnitimi templji, kot je porušeni pri Jehi, ki je impresiven zaradi svojega datuma v 4. ali 5. stoletju pred našim štetjem.
Močno Aksumsko kraljestvo se je pojavilo v 1. stoletju pred našim štetjem in je dominiralo Etiopiji do 10. stoletja, od 4. stoletja pa je postalo zelo krščansko. Čeprav obstajajo nekatere stavbe in velike predkrščanske stele, se zdi, da ni ohranjene etiopske krščanske umetnosti iz aksumskega obdobja. Vendar najzgodnejša dela, ki so ostala, kažejo jasno kontinuiteto s koptsko umetnostjo prejšnjih obdobij. V 16. stoletju je prišlo do precejšnjega uničenja cerkva in njihove vsebine, ko so v državo vdrli muslimanski sosedje. Na oživitev umetnosti po tem je vplivala evropska katoliška umetnost tako v ikonografiji kot v slogovnih elementih, vendar je ohranila svoj etiopski značaj. V 20. stoletju je vlada začela naročati zahodne umetnike in arhitekte, ki so usposabljali lokalne študente, poleg nadaljevanja tradicionalne cerkvene umetnosti pa je nastala bolj zahodnjaška umetnost.

## Tipi

### Slikarstvo
Cerkvene poslikave v Etiopiji so bile verjetno ustvarjene že v času uvedbe krščanstva v 4. stoletju našega štetja. Najzgodnejši ohranjeni primeri izvirajo iz cerkve Debre Selam Mikael v regiji Tigraj iz 11. stoletja našega štetja. Vendar pa so privrženci islamskega preroka Mohameda iz 7. stoletja našega štetja, ki so v začasnem izgnanstvu pribežali v Aksum, omenili, da je bila prvotna cerkev Naše Gospe Marije Sionske okrašena s slikami. Druge zgodnje poslikave vključujejo tiste iz v skalo vklesanih cerkva Lalibele iz 12. stoletja našega štetja in v bližnji Geneta Marjam iz 13. stoletja našega štetja. Vendar so slike v iluminiranih rokopisih nastale pred najzgodnejšimi ohranjenimi cerkvenimi slikami; na primer etiopski Evangeliji iz Garima iz 4. do 6. stoletja našega štetja vsebujejo prizore, ki posnemajo sodobni bizantinski slog.
Etiopsko slikarstvo na stenah, v knjigah in na ikonah je zelo značilno, čeprav sta slog in ikonografija tesno povezana s poenostavljeno koptsko različico poznoantične in bizantinske krščanske umetnosti. Zanj so značilne poenostavljene, skoraj risane figure z velikimi mandljastimi očmi. Barve so običajno svetle in žive. Večina slik je verske narave, pogosto krasijo cerkvene stene in biblije. Eden najbolj znanih primerov te vrste poslikav je pri Debre Berhan Selassie v Gondarju (na sliki), ki slovi po strehi, pokriti z angeli (angeli v etiopski umetnosti so pogosto predstavljeni kot krilate glave), pa tudi po drugih freskah iz leta konec 17. stoletja. Diptihi in triptihi so pogosto poslikani z verskimi ikonami. Od 16. stoletja je začela nekoliko vplivati rimskokatoliška cerkvena umetnost in evropska umetnost nasploh. Vendar je etiopska umetnost zelo konservativna in je ohranila velik del svojega posebnega značaja vse do modernih časov. Izdelava iluminiranih rokopisov za uporabo se je nadaljevala vse do danes. Romanja v Jeruzalem, kjer je že dolgo prisotna etiopska duhovščina, so omogočila tudi nekaj stika s širšim spektrom pravoslavne umetnosti.
Cerkve so morda zelo polno poslikane, čeprav je do 19. stoletja le malo znakov posvetnega slikarstva, razen prizorov, ki spominjajo na življenje darovalcev cerkva na njihovih stenah. Nenavadno za pravoslavno krščanstvo je, da ikone običajno niso hranili v hišah (kjer so namesto njih pogosto hranili talismanske zvitke), temveč v cerkvi. Nekateri diptihi so v obliki »skrinje« ali tabot (replika Skrinje zaveze in predstavlja Božjo prisotnost v etiopski pravoslavni in eritrejski pravoslavni cerkvi), v teh primerih posvečene škatle s poslikano notranjo stranjo pokrova, zaprte postavljene na oltar med mašo, kar je nekako enakovredno oltarnemu kamnu v zahodni cerkvi in antimins v drugih pravoslavnih cerkvah. Ti veljajo za tako svete, da jih laiki ne smejo videti, in so zaviti v blago, ko jih vzamejo v procesijo.
Etiopski diptihi imajo pogosto primarno krilo z okvirjem. Manjše drugo krilo, ki je le v velikosti slike znotraj okvirja, je poslikano na obeh straneh, da omogoča zaprt in odprt pogled. Ikone so naslikane na lesenem nosilcu, vendar od okoli 16. stoletja z vmesnim platnenim nosilcem, prilepljenim na plast gesso nad lesom. Vezivno sredstvo za barvo je prav tako lepilo na živalski osnovi, ki daje mat zaključek, ki se nato pogosto lakira. Uporablja se vrsta večinoma mineralnih pigmentov, kar daje paleto, ki temelji na rdečih, rumenih in modrih. Uporabljen je bil podris, ki lahko ostane viden ali ojačan s pobarvanimi robovi do barvnih površin v končnem sloju.
Od 15. stoletja je Marija Božja mati /Teodokos) ali Devica Marija, z otrokom ali brez njega, postajala vse bolj priljubljena. Uporabili so različice številnih običajnih bizantinskih tipov, ki sta jih na ikoničnih upodobitvah običajno spremljala dva nadangela. Pogosto je upodobljena s sosednjo podobo svetega Jurija in zmaja na konju, ki je v etiopskem pravoslavnem krščanstvu še posebej povezan z Marijo, ker v njenem imenu prenaša sporočila ali posega v človeške zadeve.

### Križi in drugi kovinski izdelki
Druga pomembna oblika etiopske umetnosti, ki je prav tako povezana s koptskimi slogi, so križi iz lesa in kovine. Običajno so iz bakrove zlitine ali medenine, prevlečene (vsaj prvotno) z zlatom ali srebrom. Glave so običajno ploščate lite plošče z dovršenim in kompleksnim ažurnim okrasjem. Motiv križa izhaja iz okrasja, pri čemer celotna zasnova pogosto tvori zasukano kvadratno ali krožno obliko, čeprav so zasnove zelo raznolike in domiselne. Mnogi vključujejo ukrivljene motive, ki se dvigajo iz podlage in se imenujejo Adamove roke. Razen v novejših primerih, na katere je vplival Zahod, običajno nimajo korpusa ali Kristusove figure, zasnova pa pogosto vključuje številne manjše križe. Včasih so bile dodane vgravirane figurativne podobe. Križi so večinoma bodisi procesijski križi s kovinsko glavo, nameščeno na dolgi leseni palici, ki se nosijo v verskih procesijah in med bogoslužjem, ali ročni križi s krajšim kovinskim ročajem v enakem ulitku kot glava. Pogosti so tudi manjši križi, ki se nosijo kot nakit.
Križ iz Lalibele je posebej čaščen ročni križ, morda iz 12. stoletja, ki je bil ukraden iz cerkve v Lalibeli leta 1997 in na koncu najden ter vrnjen od belgijskega zbiratelja leta 2001.
Značilne oblike krone so v obrednih okoliščinah nosile kraljeve družine in pomembni plemiški uradniki, pa tudi višja duhovščina. Kraljeve krone se dvigajo visoko s številnimi okroglimi pasovi, medtem ko cerkvene krone pogosto spominjajo na podolgovato različico tipične evropske zaprte krone s štirimi kraki, ki so na vrhu združeni in na vrhu s križem.

### Druge umetnosti in obrti
Etiopija je zelo etnično in jezikovno raznolika, slogi posvetnih tradicionalnih obrti se zato v različnih delih države zelo razlikujejo. Pri tekstilu obstaja vrsta tradicij, veliko jih je s tkanim geometrijskim okrasjem, čeprav je veliko vrst običajno tudi enobarvnih. Etiopske cerkvene prakse zelo uporabljajo pisan tekstil, bolj dovršene vrste pa se pogosto uporabljajo kot cerkvena oblačila in kot zavese in ovoji v cerkvah, čeprav so jih zdaj večinoma izpodrinile zahodne tkanine. Primera obeh vrst si lahko ogleda na sliki na vrhu članka. Ikone so običajno lahko prekrite s polprosojnim ali neprozornim blagom; zelo tanko bombažno blago v obliki šifona je posebnost Etiopije, čeprav običajno brez vzorca.
Pisane košare z zvito konstrukcijo so pogoste na podeželju Etiopije. Izdelki imajo številne namene, na primer shranjevanje zrnja, semen in hrane ter uporabo kot mize in sklede. Muslimansko mesto Harar je znano po visokokakovostnih košarah in številni obrtniški izdelki muslimanske manjšine so povezani s širšo islamsko dekorativno tradicijo.

### Iluminirani rokopisi drugih verskih skupin Etiopije
Pletenje košar ni bila edina umetnost, ki se je pojavila v muslimanskem mestu Harar. Medtem ko krščanski iluminirani rokopisi prevladujejo v literaturi o verskih besedilih, ki izhajajo iz te regije, je Etiopija tudi dom bogate zgodovine islamskih iluminiranih rokopisov. Harar, ki je v osrednji vzhodni Etiopiji na križišču številnih migracijskih in trgovskih poti, je do 14. stoletja postal epicenter islamizacije. To je sledilo predhodnim uvedbam vere s strani muslimanskih verskih osebnosti na severovzhodu države v 7. stoletju in na obalah sosednje Somalije v 8. stoletju. Sotočje kulture obeh nomadskih skupin, avtohtonih v regiji, in trgovinskih partnerjev izven nje je povzročilo slog rokopisa, edinstven za ljudstvo Harari.
Khalilijev rokopis (enodelni Kur'an z 290 foliji) obravnava učenjak dr. Sana Mirza kot predstavnika različnih kodeksov Harari (v arabščini znan kot Mus'haf). Deloma zaradi slogovnih vzporednic s 25 posnetimi zbirkami, ki so nastale v Hararju. Poleg tega, ker gre za eno najzgodnejših dokumentiranih besedil iz mesta, je bil najstarejši rokopis, ki ga je mogoče datirati in vsebuje besedilo v starem Hararju, nastal leta 1460. Halilijev Koran ima izrazite, široke vodoravne robove, ki ustvarjajo optiko pisave, podolgovate čez stran. Široki robovi so polni zapiskov in okrašenih okraskov. Nekatere opombe so napisane diagonalno na glavno besedilo, kar ustvarja učinek navpičnega cikcakanja, druge pa so napisane v vzorcih blokiranja. Barvito sivo, zlato in rdeče besedilo služi tako estetskemu kot funkcionalnemu namenu, pri čemer vsaka barva označuje drugačno branje besedila ali izrekov preroka.

#### Pisava adžamiinadžamizacijaetiopske umetnosti
Samo besedilo je napisano v adžamiju, ki se razlikuje od domače pisave giz – abecede, ki se uporablja za pisanje jezikov v Etiopiji in Eritreji. Adžami se nanaša na prilagojeno arabsko pisavo, na katero so vplivali lokalni jeziki, ki se govorijo predvsem v vzhodni Afriki. Poleg pisave adžami predstavlja kontekstualno obogatitev islamskih tradicij v regiji v tem obdobju širše, proces, ki raste v literaturi o tej temi, se imenuje adžamizacija. Z uvedbo islamskih besedil, kulture in umetnosti v Afriko so skupnosti spremenile te tradicije, da bi se prilagodile lokalnim okusom. Adžamizacija koranskih besedil s strani ljudstva Harari odraža to presečišče asimilacije in ohranjanja s prilagajanjem tradicionalnih islamskih praks avtohtoni kulturi in okusu.

#### Slogovne vzporednice
Transkulturne vzporednice in prilagoditve v osvetlitvi besedila, kot je bizantinski vpliv na krščanske ilustracije v regiji, je mogoče opaziti tudi v islamski umetnosti. Poleg vizualne podobnosti z bizantinsko umetnostjo se geografski položaj Etiopije na Afriškem rogu na stičišču Sredozemskega, Rdečega morja in Indijskega oceana odraža v estetskih podobnostih med pisavo Harari in drugimi vizualnimi kulturami. Predvsem je dr. Mirza potegnil vzporednice med rokopisi Harari in okrasnimi napravami iz islamskih besedil Mameluškega sultanata (današnji Egipt in Sirija) ter kaligrafsko obliko pisave Biḥārī (severovzhodna Indija).

#### Predstavitev etiopske islamske umetnosti
Pomanjkanje zastopanosti islamskih rokopisov v primerjavi z drugimi verskimi besedili iz Etiopije v običajni praksi je mogoče pripisati različnim razlogom. Vodilni poznavalec islamskih rokopisnih kultur v podsaharski Afriki, dr. Alessandro Gori, pripisuje to nesorazmerno zastopanost v akademskih krogih različnim družbeno-političnim dejavnikom. Dr. Gori trdi, da sta sprememba režima leta 1991 in geopolitika »klasične« arabistike prispevali k premalo raziskanemu področju.
Raziskovanje islama je omejeno tudi zaradi zasebne lastnine. Najvidnejše etiopske ustanove, ki hranijo te rokopise, so Inštitut za etiopske študije, Narodni muzej Etiopije in Hararski narodni muzej. Kljub temu večina teh zbirk ostaja v zasebnih rokah. Pojav turizma v 1970-ih je prinesel tuje kupce, ki niso vedeli za zgodovinski pomen teh del. Ta privatizacija je zbirateljem iz Evrope, Združenih držav in arabskih držav olajšala pridobivanje teh besedil, ne da bi šli skozi institucionalne kanale. V povezavi z uničenjem rokopisov s strani tujih agresorjev ali spornih državljanov, nezaupanja v vladne organe in tihotapstva katalogiziranje in ohranjanje teh svetih besedil ostaja težka naloga.
Kljub tem izzivom si akademiki, kustosi in etiopska vlada vse bolj prizadevajo za popis Hararskih in drugih islamskih rokopisov. V sodelovanju z Inštitutom za etiopske študije je dr. Gori leta 2014 objavil katalog islamskih kodeksov, da bi olajšal prihodnje raziskave teh rokopisov.

## Gallery
- Kamniti kip iz Addi-Galamo, provinca Tigray, 6.–5. stoletje pr. n. št.
- Stele na kraljevem pokopališču v Tiji
- Obelisk v Aksumu, 4. stoletje
- Procesijski križ iz 12. stoletja
- Sveto pismo iz samostana ob jezeru Tana, 12.-13 stoletje
- Stran iz evangelija Gunda Gunde, ok. 1540
- Majhna privesna diptihna ikona s sv. Jurijem in Devico z otrokom, konec 18. stoletja
- Procesijski križ
- Angel varuh, okoli 1800
- Zložljiva knjiga
- Viseči križ iz 19. stoletja
- Strop cerkve Debre Berhan Selassie
- Zložljiva procesijska ikona v obliki pahljače
- Slika Salomona, Etiopska kapela v cerkvi Svetega groba
- Marija z otrokom, etiopska, začetek 16. stoletja
- Etoipska pravoslavna ikona, zgodnje 16. stoletje
- Etiopska pravoslavna ikona, konec 17. in začetek 18. stoletja
- Marijini prizori, ok. 1630-1700
- Marija z detetom, sredina pozno 17. stol
- Privesna ikona, Marija z detetom in sv. Jurij, 17. stol
- Diptih: Kristus ovenčan s trnjem; spust s križa (ok. 1750)
- Marija z detetom in sv. Jurij (15.-16. st.)